# 黑笑小說
《黑笑小說》是日本作家東野圭吾的黑色幽默短篇小說集，也是「〇笑小說系列」的第三本小說。書中短篇原刊載於「小说Subaru」1999年7月號～2004年12月號，2005年4月集英社集結此期間之短篇發行單行本，2008年4月集英社發行文庫版，解說是奧田英朗。

## 出版書籍
| 出版社       | 出版日期      | 格式   | 頁數  | ISBN                   | 譯者   |
| ------------ | ------------- | ------ | ----- | ---------------------- | ------ |
| 集英社       | 2005年4月26日 | 單行本 | 288頁 | ISBN 978-4-08-774754-6 | 不適用 |
| 朝鮮 (地區)  | 2007年8月16日 | 平裝書 | 299頁 | ISBN 978-895-883044-3  |        |
| 集英社       | 2008年4月18日 | 文庫本 | 336頁 | ISBN 978-4-08-746284-5 | 不適用 |
| 南海出版公司 | 2010年7月     | 平裝書 | 240頁 | ISBN 978-754-424628-6  | 李盈春 |
| 獨步文化     | 2011年2月12日 | 平裝書 | 304頁 | ISBN 978-986-656-280-8 | 阿夜   |

## 主要登場人物
以下列舉的是在數個短篇內重複出現的人物
寒川 心五郎（Samukawa Shingorou）
登場短篇：另一種助跑、決選會議
作家，創作生涯雖長，但作品卻不怎麼賣得好。親戚也認為他是滯銷作家。雖然曾成為新日本小說家協會獎的候選作家，但連續幾屆落選。
曾擔任評審委員。如今各家出版社都對他敬而遠之。另外，被稱為是「過去的人」。
熱海 圭介（Atami Keisuke）
登場短篇：線香花火、過去的人
憑《擊鐵之詩》獲得炙英社新人獎的新人作家。私立太平大學文學部畢業，就職於一家辦公器材製造商，三十三歲。編輯們也覺得他的經歷沒一點有趣特別的地方。在雜誌上刊登短篇，獲獎後的他性格開始變得自戀，常把「我可是小說炙英新人獎獲獎作家」掛在嘴邊，在文壇派對也刻意引人注目。
編輯稱他是「過去的人」。
神田（Kanda）
登場短篇：另一種助跑、決選會議
炙英社出版部所屬。曾是少數對寒川抱有期待的人，但如今也對寒川敬而遠之。
小堺 肇（Kozakai Hajime）
登場短篇：線香花火、過去的人
《炙英社》的編輯。負責小說炙英新人獎評選工作。
青田（Aota）
登場短篇：線香花火、過去的人
《炙英社》的總編。很清楚新人獎背後的運作。
唐傘 懺悔（Karakasa Zange）
登場短篇：過去的人
新人獎得獎作品《虛無僧偵探佐飛》的作者。遲早也會成為「過去的人」。

## 故事簡介

### 另一種助跑
- 原題：

小說家寒川和編輯們一起在餐廳單間裡等待新日本小說家協會獎的獲獎結果。寒川表面上消極對待但其實內心非常希望獲獎。編輯們口頭上雖說堅信寒川可以獲獎，但內心也覺得沒可能獲獎。就在這時電話響了……
登場人物
- 鶴橋（Tsuruhashi）

《小說炙英》編輯部的編輯。
- 廣岡（Hirooka）

金潮書店的編輯。
- 駒井（Komai）

扁桃社的編輯。

### 線香花火
- 原題：

新人作家熱海圭介參選新人獎並出色地獲獎。獲獎後變得自负的圭介，發現上司對他的態度依然沒變，而且客戶那邊也對他頤指氣使，於是一怒之下遞出辭呈……

### 過去的人
- 原題：

熱海圭介被招待參加一個作家雲集的文壇派對。圭介抱著得獎的自豪，拼命想要顯得引人注目，卻發現現實和他想像的相去甚遠……

### 決選會議
- 原題：

小說家寒川參加了評審會，和同被選為評委的作家友引、轟木一起開始評審。寒川陶醉於被選為評審委員一事，卻未察覺出版社此舉的企圖……

### 巨乳妄想症候群
- 原題：

### 痿而康
- 原題：

### 太清晰
- 原題：

### 萬人迷噴劑
- 原題：

### 灰姑娘白夜行
- 原題：

### 跟踪狂入門
- 原題：

### 臨界家庭
- 原題：

### 不笑的男人
- 原題：

### 奇蹟美照
- 原題：

## 作品相關
虛無僧偵探佐飛
唐傘懺悔的出道作，獲炙英社新人獎。作品中設定了矛盾的伏線，到最後一刻卻表現出無懈可擊的合理性，是部文筆優秀、邏輯精妙的作品。但三個人給它的評價都是C。
擊鐵之詩·獨狼之旅
熱海圭介的出道作，獲得新人獎。文章頗有硬漢式風格。
《獨狼之旅》是熱海獲獎後第一作，交給了編輯神田。據說是擊鐵之詩的主人公以香港為舞台奮戰的作品。

## 戲劇
『笑 第一笑　萬人迷噴劑』
類型：配信劇。配信日：2012年8月1日
導演：水落豐。主演：濱田岳、津村雅彥、倉科加奈

## 外部連結
- （日語）毒笑小説｜集英社文庫（日本）｜BOOKNAVI｜集英社 （页面存档备份，存于）
- （简体中文）豆瓣讀書：黑笑小說 （页面存档备份，存于）